# Miller (Iowa)
Miller es un lugar designado por el censo ubicado en el condado de Hancock en el estado estadounidense de Iowa. En el Censo de 2010 tenía una población de 60 habitantes y una densidad poblacional de 11,03 personas por km².

## Geografía
Miller se encuentra ubicado en las coordenadas 43°11′12″N 93°36′28″O / 43.18667, -93.60778. Según la Oficina del Censo de los Estados Unidos, Miller tiene una superficie total de 5.44 km², de la cual 5.44 km² corresponden a tierra firme y (0%) 0 km² es agua.

## Demografía
Según el censo de 2010, había 60 personas residiendo en Miller. La densidad de población era de 11,03 hab./km². De los 60 habitantes, Miller estaba compuesto por el 100% blancos, el 0% eran afroamericanos, el 0% eran amerindios, el 0% eran asiáticos, el 0% eran isleños del Pacífico, el 0% eran de otras razas y el 0% pertenecían a dos o más razas. Del total de la población el 0% eran hispanos o latinos de cualquier raza.